# Marques Green
Marques Oscar Green, noto anche con il nome macedone Markes Oskar Grin (Norristown, 18 marzo 1982), è un ex cestista statunitense naturalizzato macedone.

## Caratteristiche tecniche
Playmaker dotato di grande intelligenza tattica, predilige il gioco per i compagni piuttosto che le soluzioni personali, sebbene disponga di un'ottima precisione al tiro, specie quello da tre. Terzo miglior assistman di sempre del campionato italiano (1446 passaggi vincenti contro i 1454 di Riccardo Pittis e i 1772 di Gianmarco Pozzecco), nonostante la bassa statura, grazie al suo innato senso della posizione, riesce a dare un contributo notevole anche a rimbalzo, soprattutto quello difensivo.

## Carriera
La sua carriera da cestista è iniziata nelle scuole di Philadelphia e dintorni. La sua bassa statura (1,65 m) non gli ha mai dato problemi, tanto che già quando militava nelle squadre dei licei di Philadelphia era molto conosciuto nella città per il suo stile di gioco.
Negli anni in cui giocava nel college di St. Bonnaventure ottenne la nomination al Bob Cousy Award, premio annuale assegnato negli USA alla miglior point guard scelta tra i ragazzi iscritti al campionato NCAA,  e per 2 volte al NABC All-District, prestigioso riconoscimento della NABC (National Association of Basketball Coaches).
Tra il 2004 ed il 2007 gioca in Francia (2004-05 con il Roanne, 2005-06 con il Nancy) ed in Turchia (stagione 2006-07 con il Kolejliler).
Green è arrivato ad Avellino il 1º luglio 2007, con un contratto fino al 30 giugno 2008.
Il suo debutto nella Lega Basket Serie A è avvenuto il 30 settembre 2007 giocando con il numero 4, nel ruolo di playmaker.
Il 10 febbraio 2008, in occasione della finale di Coppa Italia, vinta dall'Air Avellino, è stato premiato miglior assist-man del campionato.
Nel 2008 passa al Fenerbahçe Ülker, dove gioca 16 gare con 13,1 punti di media a partita.
Nel 2009 passa a Pesaro dove disputa 28 partite con 11,9 punti di media a partita.
Nel 2010 viene acquistato dalla Felice Scandone Basket Avellino.
Nella partita Air Avellino - Benetton Treviso del 17 aprile 2008 ha eguagliato il record di assist in una sola partita (16) detenuto da Toni Kukoč e successivamente raggiunto anche da Dee Brown. L'11 febbraio 2011 realizzando 20 assist nell'incontro vinto da Avellino contro Milano supera il precedente record e stabilisce il primato anche in Coppa Italia. Il precedente (10), ottenuto nel 2009, apparteneva a Terrell McIntyre e Earl Boykins
Nel corso dell'ultimo incontro della stagione 2011-12 vinto dalla formazione irpina contro Venezia, Green supera Larry Middleton nella classifica dei migliori marcatori della Scandone con 1420 punti.
Il 22 agosto 2012 firma per il Cedevita Zagabria, e, dopo essere stato svincolato, il 2 gennaio 2013 passa all'Olimpia Milano. Sceglie come numero di canotta il 30, la sua età al momento della firma, essendo il numero 4, suo numero abituale, ritirato in precedenza dall'Olimpia.
Il 7 luglio 2013 firma un contratto annuale con la Dinamo Sassari.

Al termine della stagione, pur avendo raggiunto le semifinali scudetto, gli ottavi di finale di Eurocup e trionfato in Coppa Italia, non viene confermato dalla compagine sarda e il 25 agosto firma per i turchi del TED Ankara.
Il 13 marzo 2015 torna per la terza volta ad Avellino.
Il 2 dicembre 2015 torna per la quarta volta ad Avellino.
Viene ingaggiato dalla Reyer Venezia a metà del girone d'andata della stagione 2017/18 ed esordisce con la nuova maglia proprio contro Avellino. Con i lagunari Green disputa le rimanenti partite del girone d'andata (giornate 9-15) affrontando, per ironia della sorte, tutte le squadre con cui in precedenza aveva giocato in Italia. Durante la sua breve avventura in Veneto non segna alcun punto, ma mette a referto 3 rimbalzi, altrettante palle recuperate e 4 assist. Prima del termine della stagione si trasferisce all’Aurora Basket Jesi dove conclude la stagione. Nella stagione 2018-2019 si trasferisce alla Pallacanestro Piacentina.

## Palmarès

### Club

#### Competizioni nazionali
- Coppa Italia: 2
 Scandone Avellino: 2008
 Dinamo Sassari: 2014

#### Individuale
- Miglior Assist-man:
 TED Ankara: 2006-07
 Scandone Avellino: 2007-08, 2010-11

## Vita privata
È padre di quattro figli, il primo dei quali lo ha avuto a soli 17 anni. Tutti i suoi figli hanno il nome iniziante con la lettera L.

## Record
- È stato il miglior giocatore del campionato italiano 2007-08 riguardo alle palle recuperate (media di 3,7 a partita).
- Il 16 gennaio 2011, contro il Basket Brindisi, ha raggiunto i 1000 punti segnati in Serie A.
- L'8 dicembre 2013, contro la Pall. Reggiana, ha raggiunto i 2000 punti segnati in Serie A.
- Il 12 gennaio 2014, contro il Basket Brindisi, ha raggiunto i 1000 assist in Serie A.
- Il 7 febbraio 2015, contro l'Uşak Sportif, ha raggiunto i 500 assist nella TBL.
- Il 28 febbraio 2015, contro l'Eskişehir, ha raggiunto i 1000 punti segnati nella TBL.